# Comuna Zelenîi Hai, Tomakivka
Zelenîi Hai (în ucraineană Зелений Гай) este o comună în raionul Tomakivka, regiunea Dnipropetrovsk, Ucraina, formată din satele Cervonoukraiinka, Krasnopil, Novokrasnopil, Tarasivka și Zelenîi Hai (reședința).

## Demografie
Componența lingvistică a satului Zelenîi Hai
     Ucraineană (91,39%)
     Rusă (8,21%)
     Alte limbi (0,26%)
Conform recensământului din 2001, majoritatea populației satului Zelenîi Hai era vorbitoare de ucraineană (91,39%), existând în minoritate și vorbitori de rusă (8,21%).